# Benedetto Giustiniani
Benedetto Giustiniani (né le 5 juin 1554 à Chios dans la république de Gênes, et mort à Rome le 27 mars 1621) est un cardinal italien du XVIe siècle et du début du XVIIe siècle.
Il est le neveu du cardinal Vincenzo Giustiniani, O.P. (1570) et membre de la famille Giustiniani.

## Biographie
Giustiniani étudie à l'université de Pérouse, à l'université de Padoue et à l'université de Gênes. Il est référendaire du tribunal suprême de la Signature apostolique, abbreviatore di parco maggiore, clerc de la chambre apostolique et trésorier général.
Giustiniani est créé cardinal par le pape Sixte V lors du consistoire du 16 novembre 1586. Le cardinal Giustiniani est préfet du tribunal suprême de la Signature apostolique et légat apostolique dans les Marches et à Bologne. Il va à Ferrare avec le pape Clément VIII en 1598 et est nommé préfet de la Congrégation des évêques. En 1611 il est cardinal protoprêtre. Il est consacré le 2 juillet 1612 cardinal-évêque de Palestrina par Paul V avec comme co-consécrateurs Giovanni Garzia Millini et Marcello Lante. Giustiniani est nommé vice-doyen du Collège des cardinaux en 1620.
Giustiniani participe aux deux conclaves de 1590 (élection de Urbain VII et Grégoire XIV) et aux conclaves de 1591 (élection d'Innocent XI), de 1592 (élection de Clément VIII), aux conclaves de 1605 (élection de Léon XI et de Paul V) et au conclave de 1621 (élection de Grégoire XV).

## Succession apostolique
Benedetto Giustiniani a ordonné les évêques suivants :
- Évêque Adam Nowodworski (pl) (1615)
- Évêque Vincenzo Caputo (1615)
- Évêque Fabiano Giustiniani (de), C.O. (1616)
- Évêque Alessandro Del Monte (1616)
- Évêque Miguel Angel Zaragoza de Heredia (1617)
- Évêque Ludovico Gonzaga (it) (1619)
- Évêque Eusebio Caimo (it) (1620)
- Évêque Vincenzo Giovanni Spinola, O.S.A. (1620)